# Carta de amor
Carta de amor è il diciassettesimo album dal vivo della cantante brasiliana Maria Bethânia, pubblicato nel 2013.

## Tracce
Lato 1
1. Canções e momentos
2. Sangrando
3. Salmo
4. A Dona Do Raio E Do Vento
5. Cântico Negro
6. Não Enche
7. Fogueira
8. Casablanca
9. Na Primeira Manhã
10. Calunia
11. Negue
12. Barulho
13. Fera Ferida
14. Quem Me Leva Os Meus Fantasmas
15. Cais
16. Maria, Maria

Lato 2
1. Festa
2. Dora
3. Lua Branca
4. Estado De Poesia
5. Adeus Guacyra
6. A Nossa Casa
7. Marambaia
8. A Casa É Sua
9. Santo Amaro Ê Ê
10. Quixabeira
11. Reconvexo
12. Minha Senhora
13. Viola Meu Bem
14. Minha Casa
15. O Velho Francisco
16. Carta De Amor
17. Escândalo
18. Salmo
19. Canções E Momentos
20. Mensagem
21. Não Dá Mais Pra Segurar (Explode Coração)
22. O Que é, O Que é